# Benjamin Henry Latrobe
Benjamin Henry Boneval Latrobe (n. 1 mai 1764, Fulneck Moravian Settlement⁠(d), Leeds⁠(d), Anglia, Regatul Marii Britanii – d. 3 septembrie 1820, parohia Orleans⁠(d), Louisiana, SUA) a fost un arhitect anglo-american, autor al proiectului clădirii Capitoliului Statelor Unite, Catedralei din Baltimore, Maryland, respectiv al planurilor de extindere (împreună cu Thomas Jefferson) a Casei Albe, reședința oficială a președintelui Statelor Unite ale Americii.
Latrobe a trecut oceanul, pentru a locui și lucra în Statele Unite, în 1796, stabilindu-se mai întâi în statul Virginia, iar apoi în Philadelphia, Pennsylvania unde și-a deschis un birou de arhitectură. În 1803 a fost angajat ca arhitect în calitate de Surveyor of the Public Buildings of the United States, petrecându-și mult din următorii 14 ani în proiecte de lucrări publice și de urbanism în Washington, D.C.. Ulterior, Latrobe a lucrat la diferite proiecte legate de amenajări hidrotehnice și îndiguiri în orașul New Orleans din Louisiana, unde a decedat în 1820 din cauza febrei galbene. Latrobe a fost numit Părintele arhitecturii americane ("Father of American Architecture"). 

## Biografie timpurie
Benjamin Henry Latrobe s-a născut în 1764 în localitatea Fulneck Moravian Settlement, lângă Pudsey din comitatul West Yorkshire, Anglia, ca fiul al reverendului Benjamin Latrobe și al Annei Margaretta Antes. Mama sa fusese născută în colonia americană a Marii Britanii Pennsylvania, în timp ce tatăl său, Henry Antes, a fost un bogat deținător de terenuri în America. Având interes personal în misionarismul bisericii protestante Moraviene, Antes și-a trimis fiica, Anna Margaretta, în Anglia, unde aceasta a absolvit școala din Fulneck. Tatăl lui Latrobe era o persoană importantă și cunoscută, fiind responsibil de toate școlile ordinului protestant Moravian în Marea Britanie și având numeroși prieteni și cunsocuți în toate straturile înalte ale societății timpului. Anna Margaretta, ca "americană", a inspirat permanent curiozitate și interes fiului său față de America, în timp ce tatăl lui Benjamin a insuflat acestuia importanța educației, respectiv a valorilor sociale. Încă de la o vârstă foarte fragedă, Latrobe desena cu mare plăcere peisaje și clădiri.
În 1776, la vârsta de 12 ani, Latrobe a fost trimis la școala Moravian School, un seminar, la Niesky în Silesia lângă granița cu Saxonia și Polonia.  La vârsta de 18ani, Latrobe a petrecut câteva luni călătorind în Germania, iar apoi a intrat în armata  Prusiei, unde a devenit prieten apropiat cu un cunoscut ofițer din armata Statelor Unite. Este posibil ca Latrobe să fi fost membru al armatei din Austria, unde a suferit câteva răniri și / sau de posibile boli.  După recuperare, a plecat spre continent Grand Tour, vizitând estul Saxoniei, Paris, Italia, și alte locuri.  De-a lungul educației și călătoriilor lui, Latrobe a învățat germana, franceza, greaca, și latina, și a avansat în abilitățile sale de italiană și spaniolă, având chiar și cunoștințe de ebraică.

## Statele Unite

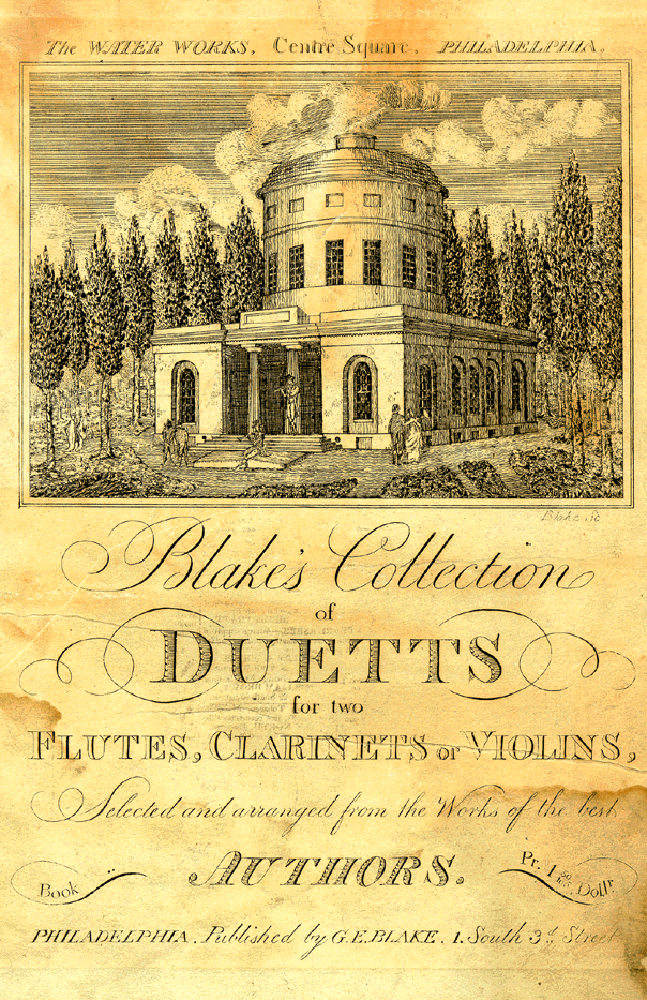
An engraving (circa 1807) by George E. Blake of one of Latrobe's Water Works buildings in Centre Square.

## Biografie târzie

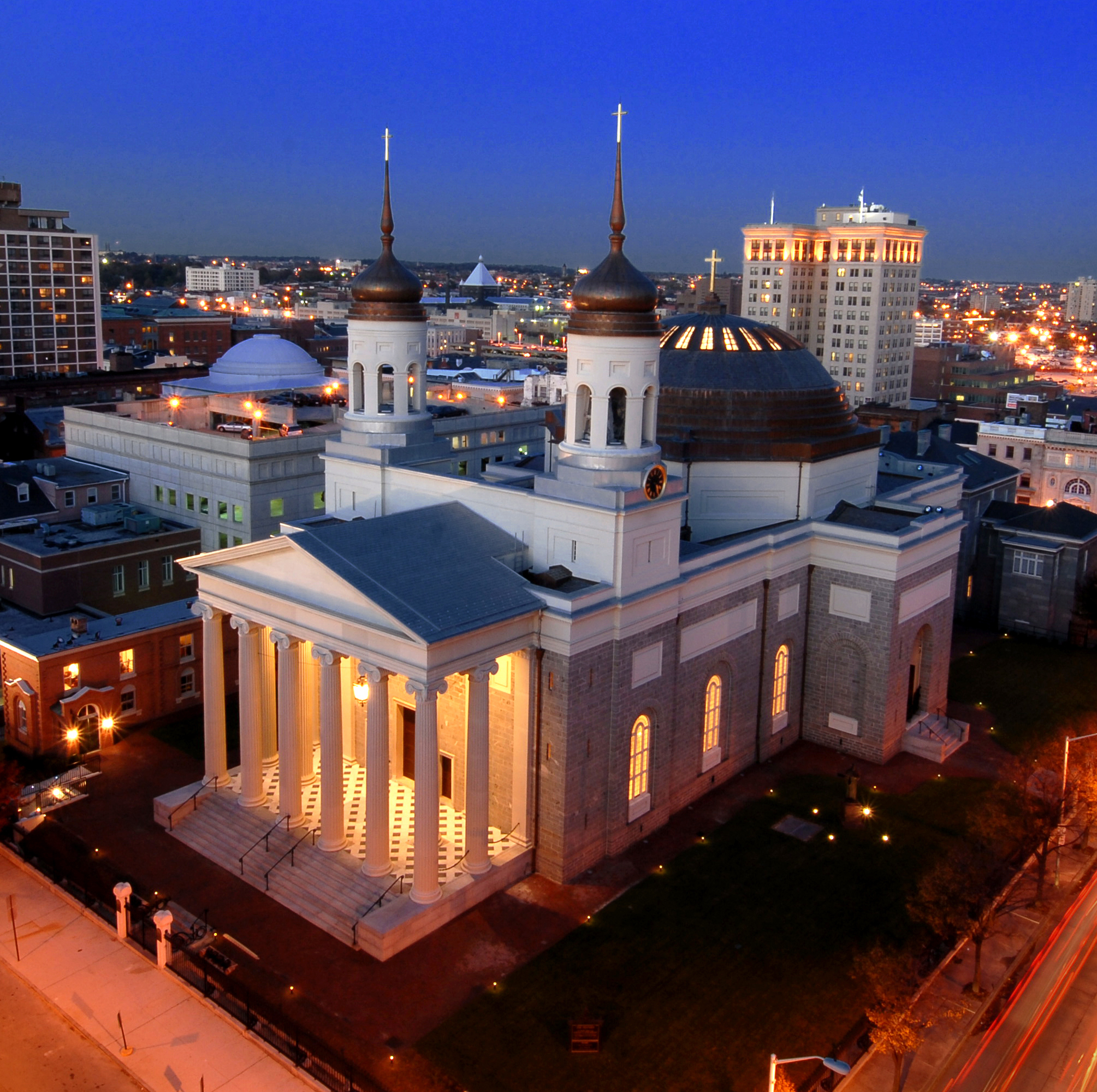
Benjamin Latrobe – Basilica of the National Shrine of the Assumption of the Blessed Virgin Mary (1806 - 1821).

### Baltimore
În anii târzii 1800, Latrobe a primit comanda, de la episcopul John Carroll, de a construi prima catedrală romano - catolică din Statele Unite ale Americii. Construcția catedralei, denumită oficial Basilica of the National Shrine of the Assumption of the Blessed Virgin Mary, dar cunoscută publicului larg sub numele de Baltimore Basilica, a început în 1806, pentru a fi în sfârșit terminată în 1821, după numeroase întreruperi în construirea sa datorate numeroaselor probleme financiare ivite.

## Lucrări
Dintre numeroasele lucrări ale lui Latrobe se pot menționa
| Lucrare                                         | Loc                            | An   | Note |
| ----------------------------------------------- | ------------------------------ | ---- | --- |
| Hammerwood Park                                 | East Grinstead, Marea Britanie | 1792 | |
| Ashdown House                                   | East Sussex, Marea Britanie    | 1793 | |
| Capitolul Statelor Unite                        | District of Columbia           |      | |
| Baltimore Basilica                              | Baltimore, Maryland            |      | Prima catedrală romano-catolică a Statelor Unite ale Americii |
| Davidge Hall                                    | Baltimore                      |      | Clădirea cunoscută astăzi ca Davidge Hall, terminată în 1812, parte a University of Maryland School of Medicine. Are faima de a fi cea mai veche clădire din emisfera nordică folosită continuu pentru educație medicală. |
| University of Pennsylvania Medical School       | Philadelphia, Pennsylvania     |      | Proiectată în colaborare cu elevul său, William Strickland - demolată în 1874. |
| The Pope Villa                                  | Lexington, Kentucky            |      | 326 Grosvenor Avenue |
| Casa Adena                                      | Chillicothe, Ohio              |      | |
| Muzeul de artă Taft                             | Cincinnati, Ohio               |      | Originar, casa lui Martin Baum |
| Saint John's Church                             | Washington, D.C.               |      | [ 19 ] |
| Decatur House                                   | Washington, D.C.               |      | Located on Jackson Place |
| Saint Paul's Church                             | Alexandria, Virginia           |      | [ 20 ] [ 21 ] |
| White House - colonadele estice și vestice      | Washington, D.C.               |      | Proiectată în colaborare cu Thomas Jefferson, iar porticele de nord și sud șmpreună cu James Hoban |
| The Latrobe Gate, Washington Navy Yard          | Washington, D.C.               |      | |
| West College, ori Old West la Dickinson College | Carlisle, Pennsylvania         |      | [ 23 ] |
| Nassau Hall                                     | Princeton, New Jersey          |      | În cadrul Princeton University |